# Neauphe-sur-Dive
Neauphe-sur-Dive is een gemeente in het Franse departement Orne (regio Normandië) en telt 138 inwoners (2005). De plaats maakt deel uit van het arrondissement Argentan.

## Geografie
De oppervlakte van Neauphe-sur-Dive bedraagt 13,4 km², de bevolkingsdichtheid is 10,3 inwoners per km².
De onderstaande kaart toont de ligging van Neauphe-sur-Dive met de belangrijkste infrastructuur en aangrenzende gemeenten.

## Demografie
Onderstaande figuur toont het verloop van het inwonertal (bron: INSEE-tellingen).
1. ↑  Populations de référence 2022.